# Нові Боровичі
Нові́ Боро́вичі — село в Україні, у Сновській міській громаді Корюківського району Чернігівської області. Населення становить 1001 осіб. До 2016 орган місцевого самоврядування — Новоборовицька сільська рада.
Біля села розташований гідрологічний заказник «Снов».

## Новітня історія
12 червня 2020 року, відповідно до розпорядження Кабінету Міністрів України № 730-р «Про визначення адміністративних центрів та затвердження територій територіальних громад Чернігівської області», увійшло до складу Сновської міської громади.
19 липня 2020 року, в результаті адміністративно-територіальної реформи та ліквідації Сновського району, село увійшло до складу Корюківського району.
28 лютого 2022 року внаслідок завалу, зробленого місцевими патріотами, ворожий бензовоз втратив кермування та врізався в дерево. Силовики вилучили документи та речі.

## Населення

### Мова
Розподіл населення за рідною мовою за даними перепису 2001 року:
| Мова       | Кількість | Відсоток |
| ---------- | --------- | -------- |
| українська | 956       | 95.5%    |
| російська  | 40        | 4.0%     |
| білоруська | 3         | 0.3%     |
| вірменська | 2         | 0.2%     |
| Усього     | 1001      | 100%     |

## Уродженці
- Карбовський Дмитро Олексійович (1998-2022) — солдат Збройних Сил України, учасник російсько-української війни, що загинув у ході російського вторгнення в Україну в 2022 році.